# Apogonia virescens
Apogonia virescens är en skalbaggsart som beskrevs av Duvivier 1891. Apogonia virescens ingår i släktet Apogonia och familjen Melolonthidae. Inga underarter finns listade i Catalogue of Life.